# Freeden-Insel
Die Freeden-Insel (russisch острова Фреден, Ostrow Freden) ist eine unbewohnte Insel des zu Russland gehörenden arktischen Franz-Josef-Lands.

## Geographie
Sie liegt im nordöstlichen Teil des Archipels und bildet bezüglich ihrer Lage eine Gruppe mit der 4 Kilometer nördlich gelegenen Adelaide-Insel und den nordöstlichen Nachbarinseln Eva-Liv-Insel und Messjazew-Insel. Im Russischen werden sie Weißes Land (russisch Белая Земля) genannt, eine Bezeichnung, die auf Fridtjof Nansen zurückgeht, der nach seinem Vorstoß in Richtung Nordpol hier 1895 erstmals wieder festes Land vorfand und es wegen seiner starken Vergletscherung so benannte (norwegisch Hvidtenland). Die Freeden-Insel ist fast vollständig von einer bis zu 165 Meter hohen Eiskappe bedeckt.

## Geschichte
Die Insel wurde 1874 von Julius Payer entdeckt, der während der Österreichisch-Ungarischen Nordpolexpedition eine Schlittentour vom im Eis eingefrorenen Expeditionsschiff Admiral Tegetthoff zum nördlichsten Punkt Franz-Josef-Lands Kap Fligely leitete. Er benannt sie nach dem Mathematiker Wilhelm von Freeden, dem Gründer der Norddeutschen Seewarte und aktiven Unterstützer der Polarforschung.